# Yongshun, Peking
Yongshun (kinesiska: 永顺) är en köping i Kina. Den ligger i Tongzhou i storstadsområdet Peking, i den norra delen av landet, omkring 20 kilometer öster om stadskärnan.